# 北海道函館方面公安委員会
北海道函館方面公安委員会（ほっかいどうはこだてほうめんこうあんいいんかい、英語：Hokkaido Hakodate Area Public Safety Commission）は、警察法の規定により北海道知事の所轄の下に置かれる北海道公安委員会の下位に属する行政委員会で、3人の委員をもって組織し北海道警察函館方面本部を管理する。

## 所在地
北海道函館市五稜郭町15番5号（北海道警察函館方面本部本庁舎内）

## 委　員
- 委員長
  - 齋藤利仁／さいとう　よしひと（会社役員）
    - 任期：令和6年10月29日～令和9年10月28日

- 委員
  - 中田智明／なかた　ともあき（医師）
    - 任期：令和4年8月13日～令和7年8月12日

  - 堀田三千代／ほった　みちよ（団体役員）
    - 任期：令和5年7月29日～令和8年7月28日